# Cască

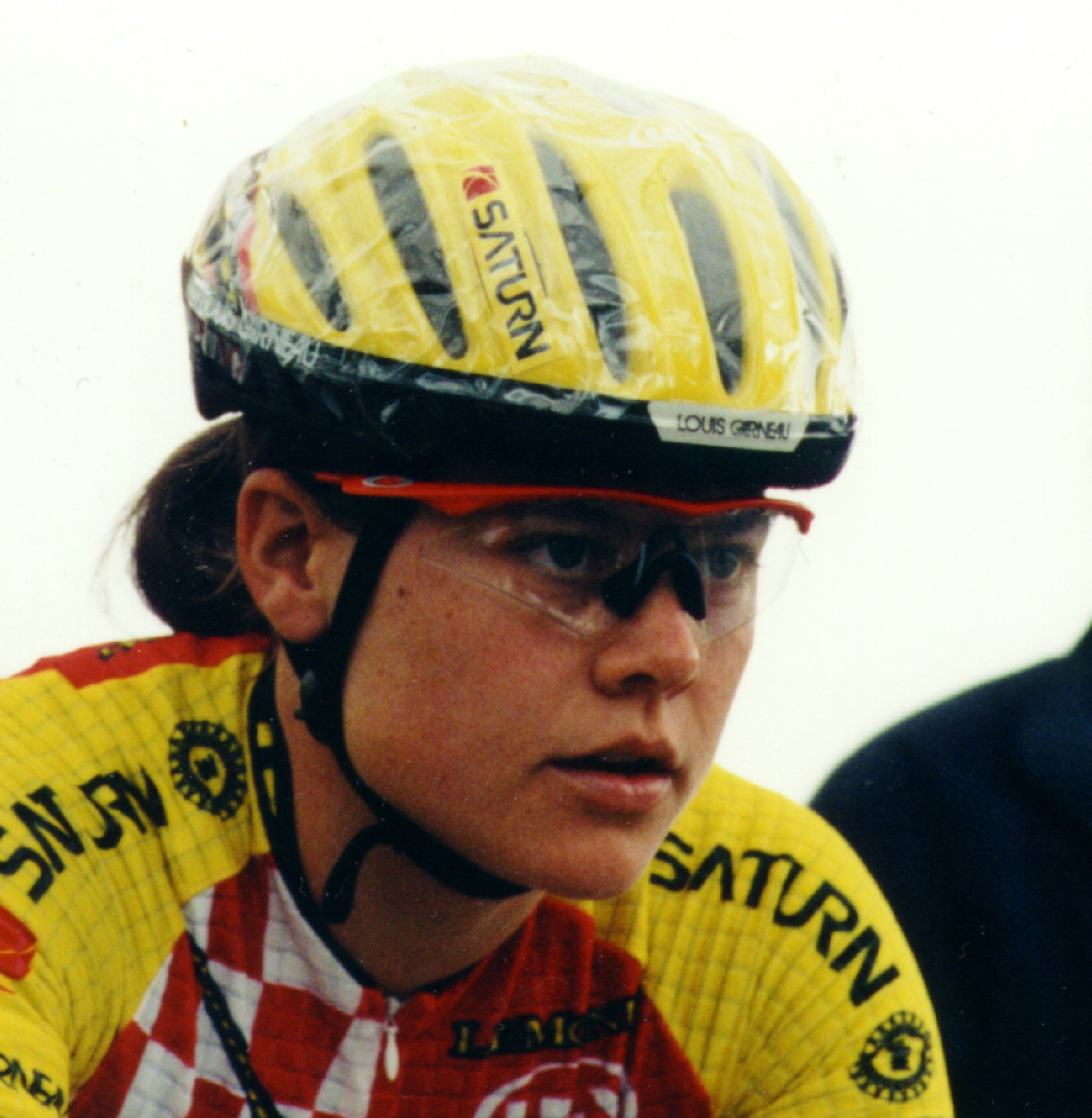
Femeie purtând o cască pentru bicicliști

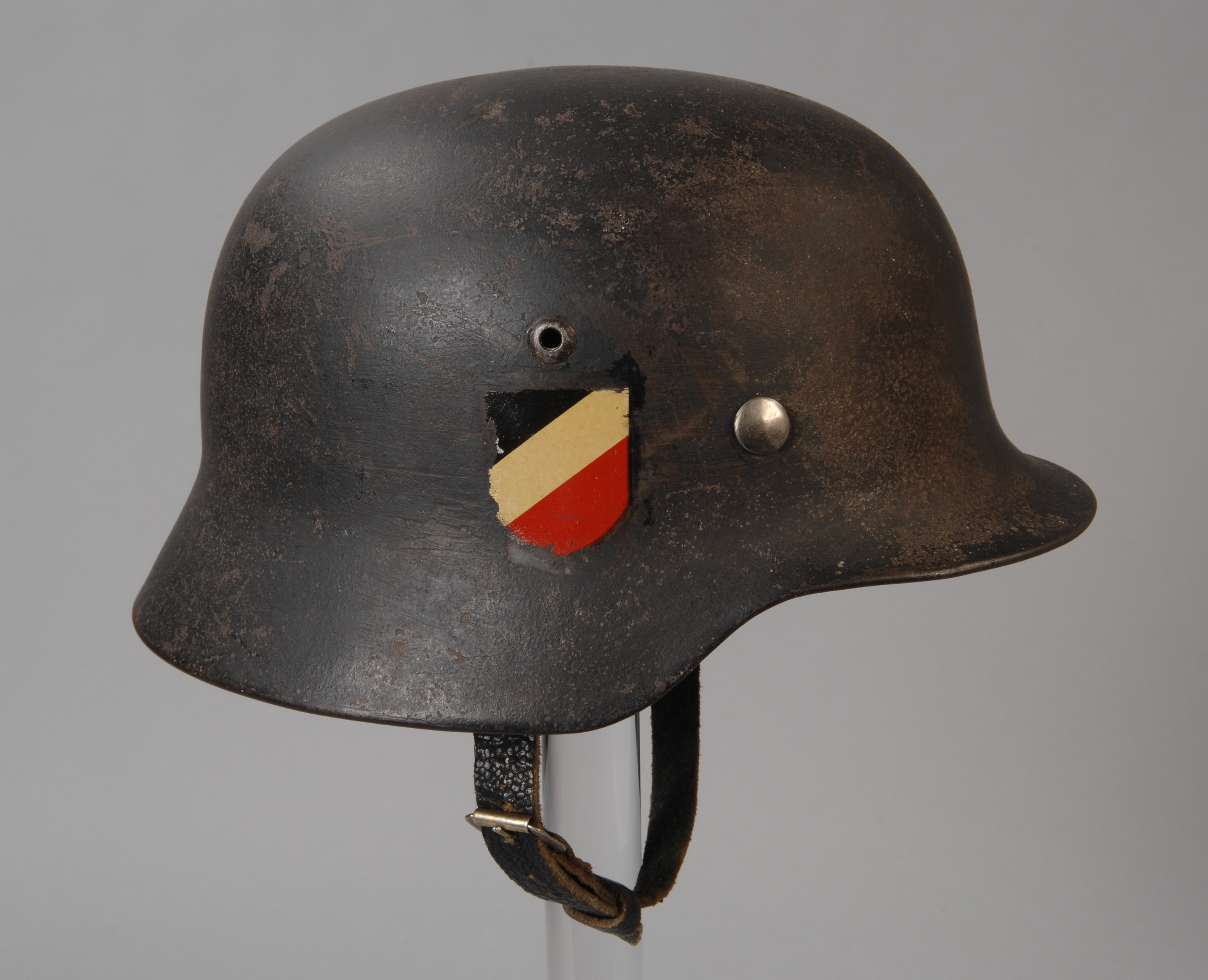
Cască germană (Stahlhelm) M35 din Al Doilea Război Mondial

Casca este o formă de echipament de protecție individual destinată protecției capului de suferirea unor traume. Casca este versiunea modernă a coifului care a fost folosit din antichitate până pe la perioada modernă. Prima dată au apărut simplele coifuri din metal ce doar amortizau șocul, apoi căștile mulate folosite de armată ca reușeau să oprească glonțul, iar apoi căștile mulate, cu protecție anti-glonț și gemuleț incorporat (posibil blindat).

## Descriere
Căștile din ziua de azi sunt folosite în diferite domenii, cum ar fi militărie, construcție, sport ș.a.
Căștile sunt deobicei de forma unei căciuli, având opțional și un gemuleț ce se poate da sus-jos, pentru protecție (poate fi blindat).
Căștile de pompieri sunt niște căști care au protecție pentru foc, cu rezervor de aer incorporat, și protecție de sticlă pentru fumul ce poate dăuna ochiului. Ele sunt folosite de bravii pompieri să salveze posibili supraviețuitori ai unui dezastru dintr-o clădire aflată în flăcări.

## Cască pentru motocicliști
Motocicliștii sau cei care merg pe un motor au nevoie, la rândul lor, de o cască. Aceasta este un mulaj de plastic cu căptușeală pe dinauntru și cu plastic pe afară. Ea are un gemuleț ”decapotabil” ce este folosit pentru a putea privi. După cursă, gemulețul se poate da în sus pentru ca motociclistul să ia aer.
Scopul principal al căștii este tot să apere capul în cazul în care motociclistul cade de pe motoretă la viteză mare.

## Cască de scafandru
Casca de scafandru este componenta principală a echipamentului de scufundare cu alimentare de la suprafață utilizat de către scafandrii profesioniști.
Casca de scafandru are rolul de a asigura scafandrului alimentarea cu amestec respirabil (aer sau amestec gazos sintetic Heliox), protecția capului, comunicații cu suprafața, vizibilitate sub apă.